# Карнитин-пальмитоилтрансфераза II
Карнитин-пальмитоилтрансфераза II, также карнитинацилтрансфераза II, карнитинацил-СоА-трансфераза II или пальмитоил-CoA-трансфераза II (Carnitine palmitoyltransferase II, сокр. CPT2) — митохондриальный фермент (КФ 2.3.1.21), одна из форм карнитин-О-пальмитоилтрансферазы, относится к семейству ацилтрансфераз (класс трансферазы). Катализирует перенос ацильной группы (—COR) жирной кислоты с длинной цепью, в частности пальмитоила, от ацилкарнитина на молекулу кофермента А, то есть обратную по отношению к реакции, катализируемой карнитин-пальмитоилтрансферазой I, по уравнению:
ацилкарнитин + CoA-SH {\displaystyle \rightleftharpoons } карнитин + ацил-CoA.
Продуктами реакции являются соответственно карнитин и ацил-CoA.
Ген, кодирующий данный фермент у человека — СPT2, локализован на  1-й хромосоме. Входит в состав карнитинового челнока. Является интегральным белком, локализованным на внутренней стороне внутренней мембраны митохондрий (на стороне матрикса).

## Функции
Катализирует реакцию переноса ацильной группы жирных кислот с длинной углеводородной цепью с ацилкарнитина на кофермент А. Дефекты в гене, кодирующий данный фермент связаны с нарушениями окисления длинноцепочечных молекул жирных кислот в митохондриях и дефицитом карнитин-пальмитоилтрансферазы II.

## Модельные организмы
Модельные организмы были использованы в изучении функции CPT2. Условная линия нокаутированных мышей с названием Cpt2tm1b(KOMP)Wtsi была воспроизведена в институте Сенгера. Особи мужского и женского пола подверглись стандартному фенотипическому скринингу , чтобы определить последствия делеций . Дополнительный скрининг выполнен в углубленном иммунологическом фенотипировании.